# Foreign Affair
Pour les articles homonymes, voir Foreign Affair (homonymie).
Albums de Tina Turner
Tina Live in Europe
(1988) Simply the Best
(1991)
Singles
1. The Best
Sortie : 2 septembre 1989
2. I Don't Wanna Lose You
Sortie : 18 novembre 1989
3. Steamy Windows
Sortie : 17 février 1990
4. Foreign Affair
Sortie : 5 mai 1990
5. Look Me in the Heart
Sortie : 11 août 1990
6. Be Tender With Me Baby
Sortie : 13 octobre 1990

Foreign Affair est le septième album solo de la chanteuse américaine Tina Turner. Il est sorti le 13 septembre 1989 sur le label Capitol Records.

## Historique
Après la fin du Break the Rules Tour et la sortie de l'album en public Tina Live in Europe, Tina Turner entre en studio pour l'enregistrement de son septième album en solo. Il sera enregistré principalement à New York dans les studios The Hit Factory avec des overdubs enregistrés aux studios Power Station (New York), Multi-Level (Westport), Lionshare (Los Angeles), E-Zee, Mayfair et Swanyards (Londres). Le chant du titre Foreign Affair fut enregistré à Paris dans les studios Pathé-Marconi. La production de cet album sera majoritairement assurée par Dan Hartman.
Pas moins de six singles seront extraits de cet album, dont une reprise de la chanson The Best qui deviendra un des plus gros succès de Tina Turner.
S'il n'atteint que la 31e place du Billboard 200 aux États-Unis cet album sera un énorme succès en Europe, se classant plusieurs fois à la première place des différents charts (Allemagne, Suisse, Suède, Royaume-Uni, etc.).
Après la sortie de cet album, Tina se lancera dans une énorme tournée européenne, le Foreign Affair: the Farewell Tour de cent vingt et une dates entre le 27 avril et le 4 novembre 1990, dont 10 dates en France. Cette tournée sera la première pendant laquelle Tina jouera aussi dans les stades, rassemblant ainsi plus de trois millions de spectateurs, ce qui lui permet de dépasser le record détenu jusqu'alors par les Rolling Stones pour une tournée européenne.

## Liste des titres
| No  | Titre                                 | Auteur                        | Producteur(s)                 | Durée |
| --- | ------------------------------------- | ----------------------------- | ----------------------------- | ----- |
| 1.  | Steamy Windows                        | Tony Joe White                | Dan Hartman                   | 4:03  |
| 2.  | The Best                              | Mike Chapman / Holly Knight   | Dan Hartman / Tina Turner     | 5:28  |
| 3.  | You Know Who (Is Doing You Know What) | Tony Joe White                | Dan Hartman                   | 3:45  |
| 4.  | Undercover Agent for the Blues        | Tony Joe White, Leann White   | Dan Hartman                   | 5:20  |
| 5.  | Look Me in the Heart                  | Tom Kelly / Billy Steinberg   | Dan Hartman                   | 3:42  |
| 6.  | Be Tender With Me Baby                | Albert Hammond / Holly Knight | Dan Hartman                   | 4:18  |
| 7.  | You Can't Stop Me Loving You          | Albert Hammond / Holly Knight | Dan Hartman                   | 4:00  |
| 8.  | Ask Me How I Feel                     | Albert Hammond / Holly Knight | Dan Hartman / Tina Turner     | 4:46  |
| 9.  | Falling Like Rain                     | David Munday / Sandy Stewart  | Rupert Hine                   | 4:03  |
| 10. | I Don't Wanna Lose You                | Albert Hammond / Graham Lyle  | Hammond / Lyle / Roger Davies | 4:20  |
| 11. | Not Enough Romance                    | Dan Hartman                   | Dan Hartman                   | 4:04  |
| 12. | Foreign Affair                        | Tony Joe White                | Tony Joe White / Roger Davies | 4:27  |

## Musiciens
- Tina Turner : chant, chœurs (3, 7, 8, 10)
- Tony Joe White : guitares, harmonica (1, 3, 4, 12), synthétiseur basse (1, 4)
- Dan Hartman : claviers (1, 2, 3, 5, 11), guitare acoustique (2, 6, 8, 11), chœurs (2, 5)
- Mark Knopfler : guitare (12)
- Eddie Martinez : guitare rythmique(1, 3, 4, 5, 6)
- James Ralston : guitares (2, 6, 7, 8, 10)
- Gene Black : guitare rythmique (2, 7, 8, 10)
- Pat Thrall : guitare (2, 6, 8, 11)
- Neil Taylor : guitares (1)
- Phil Palmer : guitare (9)
- Jeff Bova : synthétiseur (1, 3, 4, 5)
- Phil Ashley : claviers (2, 6, 7, 8), flute (8)
- Elliot Lewis : claviers (2, 8), flute (11)
- Philippe Saisse : claviers (3, 6, 8), flute (5)
- Nick Glennie-Smith : claviers (10, 12)
- Casey Young : claviers (10)
- Greg Mathieson : synthétiseur basse (10)
- Gary Barnacle : saxophone (1, 10, 12)
- Edgar Winter : saxophone (2)
- Timmy Capello : saxophone (5, 8)
- Carmine Rojas : basse (1, 4, 5)
- Rupert Hine : basse, programmation batterie, claviers, chœurs (9)
- T.M. Stevens : basse (2, 3, 6, 8, 11)
- J.T. Lewis : batterie, percussion (1, 3, 4, 5)
- Art Wood : batterie, percussions (2, 6, 8)
- Geoff Dugmore : batterie, percussions (10)
- Danny Cummings : percussions (3, 4, 7, 8)
- Albert Hammond : shaker (10), chœurs (10)
- Lance Ellington : chœurs (2, 3, 5, 8, 11)
- Tessa Niles : chœurs (2, 3, 5, 6, 11)
- Sandy Stewart : chœurs (9)
- David Munday : chœurs (9)
- Holly Knight : chœurs (10)
- Graham Lyle : chœurs (10)

Autres crédits.
- Photographes : Peter Lindbergh. Herb Ritts.

## Charts & certifications

### Album
Charts
| Pays                                 | Durée du classement | Meilleur classement | Date              |
| ------------------------------------ | ------------------- | ------------------- | ----------------- |
| Allemagne (GfK Entertainment)        | 66 semaines         | 1er                 | 2 octobre 1989    |
| Australie (ARIA Charts)              | 22 semaines         | 15e                 | 15 octobre 1989   |
| Autriche (Ö3 Austria Top 40)         | 54 semaines         | 1er                 | 15 octobre 1989   |
| Belgique (V) (Ultratop)              | 2 semaines          | 88e                 | 24 juillet 2021   |
| Belgique (W) (Ultratop)              | 1 semaine           | 47e                 | 24 juillet 2021   |
| Canada (RPM)                         | 17 semaines         | 12e                 | 23 octobre 1989   |
| Écosse (Scottish Album Chart)        | 2 semaines          | 6e                  | 23 juillet 2021   |
| Espagne (Promusicae)                 | 1 semaine           | 46e                 | 25 juillet 2021   |
| États-Unis (Billboard 200)           | 21 semaines         | 31e                 | 28 octobre 1989   |
| France (SNEP)                        | 42 semaines         | 11e                 | 22 octobre 1989   |
| Italie (FIMI)                        | -                   | 2e                  | 1989              |
| Norvège (VG-lista)                   | 22 semaines         | 1er                 | 2 octobre 1989    |
| Nouvelle-Zélande (RMNZ Albums Top40) | 16 semaines         | 7e                  | 28 janvier 1990   |
| Pays-Bas (MegaCharts)                | 51 semaines         | 9e                  | 28 octobre 1989   |
| Portugal (AFP)                       | 2 semaines          | 16e                 | 19 juillet 2021   |
| Royaume-Uni (UK Albums Chart)        | 82 semaines         | 1er                 | 24 septembre 1989 |
| Suède (Sverigetopplistan)            | 15 semaines         | 1er                 | 4 octobre 1989    |
| Suisse (Schweizer Hitparade)         | 54 semaines         | 1er                 | 1er octobre 1989  |

Certifications
| Pays              | Certification | Ventes      | Date             |
| ----------------- | ------------- | ----------- | ---------------- |
| Allemagne         | 2 × Platine   | 1 000 000 + | 1990             |
| Australie         | Platine       | 70 000 +    | 1990             |
| Autriche          | 3 × Platine   | 150 000 +   | 23 décembre 1994 |
| Canada            | Platine       | 100 000 +   | 18 décembre 1989 |
| États-Unis        | Or            | 500 000 +   | 27 novembre 1989 |
| Finlande          | Platine       | 86 000 +    | 1989             |
| France            | 2 × Or        | 200 000 +   | 1990             |
| Nouvelle-Zélande  | Or            | 7 500 +     | 28 janvier 1990  |
| Pays-Bas          | Platine       | 50 000 +    | 1990             |
| Royaume-Uni       | 5 × Platine   | 1 500 000 + | 1er août 1991    |
| Suisse            | 4 × Platine   | 200 000 +   | 1992             |
| Estimations monde |               | 9 000 000   |                  |

### Singles
The Best
I Don't Wanna Lose You
| Chart                 | Durée du classement | Position | Date             |
| --------------------- | ------------------- | -------- | ---------------- |
| (Single Top 100)      | 19 semaines         | 38e      | 12 mars 1990     |
| (Ö3 Austria Top 40)   | 11 semaines         | 20e      | 25 mars 1990     |
| (V) (Ultratop)        | 11semaines          | 9e       | 10 mars 1990     |
| (IRMA)                | 6 semaines          | 16e      | 16 novembre 1989 |
| (Single Top 100)      | 12 semaines         | 24e      | 17 mars 1990     |
| (UK Singles Chart)    | 11 semaines         | 8e       | 10 décembre 1989 |
| (Schweizer Hitparade) | 1 semaine           | 30e      | 18 mars 1990     |

Steamy Windows 
| Chart                 | Durée du classement | Position | Date             |
| --------------------- | ------------------- | -------- | ---------------- |
| (Hot 100)             | 11 semaines         | 39e      | 6 janvier 1990   |
| (Single Top 100)      | 15 semaines         | 29e      | 25 décembre 1989 |
| (ARIA Charts)         | 8 semaines          | 34e      | 28 janvier 1990  |
| (Ö3 Austria Top 40)   | 7 semaines          | 18e      | 7 janvier 1990   |
| (V) (Ultratop)        | 10 semaines         | 5e       | 23 décembre 1989 |
| (RPM Top Singles)     | 13 semaines         | 25e      | 20 janvier 1990  |
| (IRMA)                | 3 semaines          | 7e       | 15 février 1990  |
| (FIMI)                | 10 semaines         | 5e       | 25 décembre 1989 |
| (RMNZ Singles Top40)  | 6 semaines          | 30e      | 28 janvier 1990  |
| (Single Top 100)      | 10 semaines         | 16e      | 16 décembre 1989 |
| (UK Singles Chart)    | 6 semaines          | 13e      | 18 février 1990  |
| (Schweizer Hitparade) | 7 semaines          | 14e      | 3 décembre 1989  |

Look Me in the Heart
| Chart                | Durée du classement | Position | Date          |
| -------------------- | ------------------- | -------- | ------------- |
| (Adult Contemporary) | 18 semaines         | 8e       | 7 avril 1990  |
| (RPM Top Singles)    | 14 semaines         | 28e      | 21 avril 1990 |
| (Single Top 100)     | 4 semaines          | 44e      | 17 mars 1990  |
| (IRMA)               | 2 semaines          | 23e      | 9 août 1990   |
| (UK Singles Chart)   | 6 semaines          | 31e      | 19 août 1990  |

Foreign Affair
| Chart            | Durée du classement | Position | Date         |
| ---------------- | ------------------- | -------- | ------------ |
| (Single Top 100) | 15 semaines         | 35e      | 11 juin 1990 |
| (V) (Ultratop)   | 1 semaine           | 49e      | 2 juin 1990  |
| (Single Top 100) | 7 semaines          | 55e      | 30 juin 1990 |

Be Tender with Me
| Chart              | Durée du classement | Position | Date             |
| ------------------ | ------------------- | -------- | ---------------- |
| (Single Top 100)   | 8 semaines          | 35e      | 17 novembre 1990 |
| (IRMA)             | 2 semaines          | 18e      | 11 octobre 1990  |
| (UK Singles Chart) | 4 semaines          | 28e      | 14 octobre 1990  |